# Pediobius amaurocoelus
Pediobius amaurocoelus är en stekelart som först beskrevs av James Waterston 1915.  Pediobius amaurocoelus ingår i släktet Pediobius och familjen finglanssteklar. Inga underarter finns listade i Catalogue of Life.